# میلسلاف شواندرلیک
میلُسلاف شواندرلیک (چکی: Miloslav Švandrlík; ۱۰ اوت ۱۹۳۲ – ۲۶ اکتبر ۲۰۰۹) نویسنده و طنزپرداز اهل کشور جمهوری چک بود. او همچنین از نام مستعار «رُمان کِفالین» استفاده کرد.